# Norma from Norway
Norma from Norway è un cortometraggio muto del 1911 diretto da George Melford e prodotto dalla Kalem Company. Il film fu interpretato da Carlyle Blackwell e da Jane Wolfe.

## Produzione
Il film fu prodotto dalla Kalem Company.

## Distribuzione
Distribuito dalla General Film Company, il film - un cortometraggio di una bobina - uscì nelle sale cinematografiche statunitensi il 13 dicembre 1911.